# Pōmare II.
Pōmare II. (oko 1774. – 7. prosinca 1821.) (Tu Tunuieaiteatua Pōmare II.) bio je drugi vladar Tahitija.

## Biografija
Pōmare II. je rođen oko 1774. godine kao sin kralja Pōmarea I. te je imao sestru koja je umrla od tuberkuloze.
1791. otac ga je proglasio kraljem.
Njegova je supruga bila kraljica Tetua-nui Taro-vahine, koja je umrla 1806. godine.
Pomare je vjerovao da je izgubio naklonost boga 'Ora te je kršten 16. svibnja 1819. u Papeeteu. Podržavao je misionare jer su mu oni pomagali. Na krštenju su bili misionari Henry Bicknell, William Henry i Charles Wilson. Bicknell je bio taj koji je krstio kralja.
Umro je 7. prosinca 1821. godine, a naslijedio ga je sin Pōmare III.